# Армато, Доминик
Доминик Армато (англ. Dominic Armato; родился 18 ноября 1976) — американский актёр озвучивания. Он озвучивал игры от LucasArts. Его самая известная роль — Гайбраш Трипвуд из серии игр Monkey Island.

## Карьера
Доминик был поклонником приключенческих игр, в частности игр компании LucasArts, таких как Monkey Island. Как он говорит в своём интервью, он в шутку обсуждал с другом что идеальная для него роль будет Гайбраш Трипвуд для гипотетического сиквела игры, позже он был взят на эту роль.
Также он озвучил несколько персонажей из серии игр Звёздных войн, таких как Star Wars Episode I: Racer Бен Кадинарос и Клегг Холдфаст.
Также Армато пишет блог о еде Skillet DOUX.

### Monkey Island
Армато дебютировал как Гайбраш Трипвуд в The Curse of Monkey Island, который вышел в 1997 году. В 2000 году Армато озвучил Escape from Monkey Island. После 9 лет он вновь озвучил Гайбраша Трипвуда в ремейке The Secret of Monkey Island Special Edition, в этом же году он озвучил Гайбраша Трипвуда в игре разработанной Telltale Games Tales of Monkey Island. В 2010 году он озвучил Гайбраша Трипвуда в ремейке Monkey Island 2: LeChuck's Revenge Special Edition.

## Фильмография

### Телевидение
| Год       | Название                     | Роль                        | Примечания                 |
| --------- | ---------------------------- | --------------------------- | -------------------------- |
| 1996      | ААА! Настоящие монстры       | Майк Дополнительные голоса  | 3 эпизода                  |
| 1997-1998 | Burn Up Excess               | Дополнительные голоса       | Английская версия          |
| 1999      | Годзилла (мультсериал, 1998) | Дополнительные голоса       | Эпизод: «Ранние Заморозки» |
| 1999-2003 | Ракетная мощь                | Sputz Ringley               |                            |
| 2003      | Geneshaft                    | Hiroto Amagiwa Young Hiroto |                            |

### Видеоигры
| Год  | Название                                           | Роль                                                                                      | Примечания        |
| ---- | -------------------------------------------------- | ----------------------------------------------------------------------------------------- | ----------------- |
| 1997 | The Curse of Monkey Island                         | Гайбраш Трипвуд                                                                           |                   |
| 1999 | The Phantom Menace                                 | Корускант Мужчина #2 Набу Солдат #3 Набу Солдат #6 Продавец билетов Иностранный гражданин |                   |
| 1999 | Star Wars: X-Wing Alliance                         | Имперский пилот-перехватчик Пилот Повстанцев                                              |                   |
| 2000 | Star Wars: Force Commander                         | Дроид-Механик #47-Б Штурмовик 2                                                           |                   |
| 2000 | Star Wars Episode I: Racer                         | Бен Кадинарос Клегг Холдфаст                                                              |                   |
| 2000 | Escape from Monkey Island                          | Гайбраш Трипвуд                                                                           |                   |
| 2001 | Metal Gear Solid 2: Sons of Liberty                | Navy SEAL                                                                                 | Английская версия |
| 2002 | Star Wars Racer Revenge                            | Бен Кадинарос Клегг Холдфаст                                                              |                   |
| 2002 | Star Wars Jedi Knight II: Jedi Outcast             | Джедай 1 Заключенный 1 Протокольный дроид (С3-РО)                                         |                   |
| 2002 | Metal Gear Solid 2: Substance                      | Navy SEAL                                                                                 |                   |
| 2009 | The Secret of Monkey Island Special Edition        | Гайбраш Трипвуд                                                                           | Ремейк            |
| 2009 | Tales of Monkey Island                             | Гайбраш Трипвуд                                                                           |                   |
| 2010 | Monkey Island 2: LeChuck’s Revenge Special Edition | Гайбраш Трипвуд                                                                           | Ремейк            |
| 2022 | Return to Monkey Island                            | Гайбраш Трипвуд                                                                           | [ 1 ]             |